# Epigynopteryx stictigramma
Epigynopteryx stictigramma är en fjärilsart som beskrevs av George Francis Hampson 1909. Epigynopteryx stictigramma ingår i släktet Epigynopteryx och familjen mätare. Inga underarter finns listade i Catalogue of Life.